# Rašćane Gornje
Rašćane Gornje je naselje u općini Zagvozdu, u Splitsko-dalmatinskoj županiji.

## Zemljopis
Naselje se nalazi jugozapadno od Slivna, u blizini autoceste A1.

## Spomenici
16. lipnja 2012. kod odmorišta Rašćane na autocesti Zagvozd - Vrgorac otkriven je spomenik dvadeset i jednog poginulog branitelja s područja Zabiokovlja. Spomenik čini 12 visokih kamenih stupova koji predstavljaju zabiokovsku mladež koji su došli iz svakog kuta svoje općine Zagvozda braniti domovinu Hrvatsku. Za izgradnju zaslužna je udruga građana Biokovo iz općine Zagvozda. Spomenik je zajednički rad akademskog kipara Roberta Jozića i arhitekta Filipa Tadina.

## Stanovništvo
Do 1991. iskazuje se pod imenom Rašćani Gornji. Iskazuje se kao naselje od 1953. 
| broj stanovnika |       |       |       |       |       |       |       |       |       | 456   | 353   | 302   | 168   | 91    | 50    | 19    | 23    |
|                 | 1857. | 1869. | 1880. | 1890. | 1900. | 1910. | 1921. | 1931. | 1948. | 1953. | 1961. | 1971. | 1981. | 1991. | 2001. | 2011. | 2021. |